# Souls for Sale (album)
Souls for Sale è l'album di debutto dei Verbena, uscito nel 1997.

## Tracce
1. Hot Blood – 3:45
2. Shaped Like a Gun – 3:20
3. Junk for Fashion – 5:02
4. Song That Ended Your Career – 4:25
5. Desert – 3:16
6. Hey Come on – 3:01
7. Me and Keith – 4:20
8. So What – 3:23
9. Postcard Blues – 2:54
10. Kiss Yourself – 3:47